# Tự tình khúc
Tự tình khúc do danh sĩ nhà Nguyễn là Cao Bá Nhạ sáng tác năm 1862 (?), khi đang bị giam ở trong nhà lao chờ ngày chịu án. Theo nhà giáo Dương Quảng Hàm, thì đây là một áng văn hay, vì tình ý thiết tha, lời văn thống thiết, thật là tả hết nỗi đau đớn của một người chẳng may gặp cảnh gia biến bị nỗi oan uổng, mà vẫn giữ được lòng trung hiếu nghĩa thủy chung, khiến cho ai nấy đọc đến cũng phải cảm thương cho cái thân thế của tác giả.

## Giới thiệu
Tự tình khúc gồm 680 câu thơ song thất lục bát, được viết bằng chữ Nôm. Tác giả làm ra làm khúc ngâm này chủ ý biện hộ cho mình trước "tội lỗi" (theo quan điểm nhà Nguyễn) mà chú ông là Cao Bá Quát đã gây ra (cầm đầu cuộc khởi nghĩa Mỹ Lương) và xin triều đình ân xá.
Theo Phạm Thế Ngũ, thì Tự tình khúc có thể chia làm 6 phần như sau:
- Mở đầu (8 câu): Sau khoảng 8 năm ẩn trốn (1854-1862), tác giả giờ đây bị bắt nên làm ra khúc ngâm này để bày tỏ tâm sự của mình.
- Giới thiệu gia thế (9-36): Tác giả họ Cao ở làng Phú Thị, đã mấy đời khoa bảng, vẫn luôn lấy sự thanh liêm và cần mẫn làm đầu.
- Gia biến và lánh nạn (37-188): Vì tội của chú (Cao Bá Quát) mà cha tác giả phải tự sát, bản thân phải trốn ở một nơi hẻo lánh (Mỹ Đức thuộc Hà Đông cũ), làm thầy đồ, tạm quên sầu muộn với sách và hoa. Tác giả nói mình đã có vợ con, bấy lâu nay chỉ ước mong sao được nhà vua ban chiếu ân xá.
- Thuật việc bị bắt (189-324): Không ngờ có người tố cáo, tác giả bị quan quân vây bắt, bị bỏ cũi giam (giải đi Hải Dương, Bắc Ninh), chịu nhiều khổ sở, nhục nhã.
- Kể tâm sự trong ngục (325-572): Tác giả buồn tủi đau đớn vì bị oan ức, nhưng vẫn cố gắng giữ lòng ngay thẳng và luôn nhớ đến cha mẹ, vợ con cùng quê nhà.
- Kết thúc (572-608): Tác giả tin tưởng vào đạo lý thánh hiền, hy vọng vào công lý của Trời và phúc đức của nhà minh.

## Nhận xét
Trích các ý kiến của:
- Thanh Lãng:

Giống như Trần tình văn (là bài biểu, viết bằng chữ Hán, theo lối tứ lục), tác phẩm này có mục đích trần tình với vua Tự Đức nỗi oan ức và tấm lòng chân thành, thủy chung của ông (tác giả) đối với triều Nguyễn. 
Mặc dù gia đình bị họa tru di, mặc dầu thân mình bị tù tội, Cao Bá Nhạ, qua Tự tình khúc, vẫn tỏ ra là một nhà Nho chính thống vẫn hăm hở hoạt động, vẫn say sưa với mộng công hầu, để có cơ hội đem tài đức ra phục vụ đắc lực cho triều đình. Chính vì tấm lòng chung thủy ấy mà Cao Bá Nhạ những chờ đợi hết "chiếu vàng" đến "xá thư" của nhà vua, chứ không khi nào ông tỏ thái độ bất bình đối với triều đình...
- Phạm Thế Ngũ:

Cái ý bao trùm cả bài là cái ý oán hận vì tác giả phải trả cái tội mà mình không làm... Đại để đó là cái tâm sự quanh co bực bội, âu sầu của người tù Cao Bá Nhạ. Qua tâm sự ấy ta nhận thấy trước hết là tư tưởng đạo nghĩa rất mạnh của nho gia... Qua tâm sự ấy, ta lại còn thấy một Cao Bá Quát giàu tình cảm: lòng nhớ quê hương, thương cha mẹ, thương vợ con và thương thân trải ra trong nhiều câu lâm ly ai oán...
Về giá trị văn chương, tác giả đã chọn một hình thức là thể ngâm, rất thích hợp cho sự giãi tỏ, than vãn những sầu hận triền miên. Có thể coi như một áng thơ trữ tình, tựa như bài Ai tư vãn của Lê Ngọc Hân... Tình cảm chan chứa, tưởng tượng dồi dào, vần điệu uyển chuyển... đó là những ưu điểm của tác phẩm. Tuy nhiên, tác giả vẫn ưa dùng chữ Hán và điển nên có chỗ hãy còn khuôn sáo hay khó hiểu...
- Đặng Thị Hảo:

Tự tình khúc (và Trần tình văn) trước hết cấp cho ta hình ảnh một Cao Bá Nhạ con người văn nhân nghèo hèn nhưng lại biết thiết tha yêu cuộc sống và chỉ có một cầu mong nhỏ nhoi là được giải oan, trở về với đời từ trong tù ngục.
Song về một phương diện khác, đấy lại cũng là một con người không chịu đánh mất bản chất trung thực bất luận hoàn cảnh bi thảm đến thế nào, một người quyết bảo vệ mình và tận trong sâu kín, vẫn khéo léo giữ gìn, không vi phạm đến hào quang của người chú mà cả dòng họ Cao cũng như biết bao người đương thời ngưỡng mộ.
Khác với chú ông, tư tưởng nhân văn của Cao Bá Nhạ không bộc lộ ở bình diện con người anh hùng đối diện với cái chết (là điều thơ văn xưa thường có), mà bộc lộ ở bình diện con người đời thường đối diện với sự sống, quý giá sự sống từng giây từng phút. Và một trong những nét độc đáo của thơ văn ông chính là ở đó...
Như trên đã nói, tuy là một bài văn xin ân xá, nhưng không vì mình mà phản chú. Những "thói hư tật xấu" của Cao Bá Quát cũng chỉ được người viết nêu ra rất vắn tắt và nhằm vào những nét thuộc tính con người như: "tính kiêu căng, phóng túng, liều lĩnh, thích đàn đúm, thỉnh thoảng túng thiếu cũng đi đây đó buôn bán chút ít đến nỗi xao nhãng cả đạo thần hôn"...Thậm chí đôi lời bình phẩm bình vô thưởng vô phạt của Cao Bá Nhạ còn như làm tôn vị lãnh tụ này...
Ở đây, Cao Bá Nhạ đã khéo chọn lối văn giàu chất trữ tình kết hợp với lối biện luận tình lý thắt buộc uyển chuyển, đạt hiệu quả thuyết phục tối đa và thực tế không có gì ảnh hưởng đến "khí tiết nhà Nho" như từng có ý kiến phê phán.
Tuy nhiên, theo Vũ Khiêu thì rất có thể Cao Bá Nhạ đã hèn hạ đổ lỗi cho chú để minh oan cho mình.

## Trích tác phẩm
| Lúc ẩn trốn: ...Vườn riêng lấy cỏ cây làm bạn, Năm dài xem én nhạn bay qua; Song hồ ngày tháng lân la, Một hai hoàng quyển năm ba tiểu đồng... Mối tâm sự rối mười phần thảm, Gánh gia tình nặng tám năm dư. Khi ngày mong bức xá thư, Khi đêm than bóng, khi trưa hỏi lòng... Lúc bị phát giác: ...Nay phó xuống Đông Thành tạm trú, Mai truyền sang Bắc Lộ ruổi ra. Thân sao như gánh hàng hoa, Sớm qua chợ sớm, chiều qua chợ chiều. -Gông ba thước ai bày nên nợ, Cũi một gian khéo giở ra trò. Mới qua là kẻ văn nho, Bỗng nay đổi dạng tù đồ, bởi đâu!... | Lúc bị giam cầm: Nỗi ly hận nói năng sao xiết, Tình tương tư nào biết bao nhiêu. Tính xem ly biệt ít nhiều, Thương cho mai cúc nặng điều tương tư. Nhờ trận gió gửi thư thăm hỏi, Mượn bóng giăng giãi mối ân cần. Giá đành phong nguyệt chủ nhân, Nỡ nào đầy đọa phong trần xót thương... ...Chút đau đớn khuê phòng gối lẻ, Bỗng vì đâu chia rẽ mối tơ. Liễu bồ đôi chút cành thơ, Bao giờ bìu ríu, bao giờ bồng mang? Đã cay đắng nhiều đường rộn rã, Lại nhục nhằn đến cả vợ con, Mấy năm chút nghĩa ôn tồn, Gieo đào, trả mận lòng còn bâng khuâng... |